# Montpitol
Montpitol är en kommun i departementet Haute-Garonne i regionen Occitanien i södra Frankrike. Kommunen ligger i kantonen Montastruc-la-Conseillère som tillhör arrondissementet Toulouse. År 2022 hade Montpitol 341 invånare.

## Befolkningsutveckling
Antalet invånare i kommunen Montpitol
Referens:INSEE